# Mùa giải quần vợt năm 2013 của Rafael Nadal
Mùa giải quần vợt năm 2013 của Rafael Nadal được coi là một trong những mùa giải trở lại hay nhất mọi thời đại. Sau khi không thi đấu kể từ tháng 6 năm 2012, mùa giải của anh bắt đầu vào ngày 5 tháng 2 tại Chile Open, nơi anh kết thúc với vị trí á quân. Nadal sau đó đã giành chức vô địch tại São Paulo và Acapulco. Anh giành danh hiệu Masters đầu tiên trong năm tại Indian Wells. Tại Monte-Carlo, Nadal thua Novak Djokovic trong trận chung kết, qua đó chuỗi tám năm liên tiếp vô địch giải đấu bị ngắt. Anh tiếp tục giành các danh hiệu tại Barcelona, Madrid, và Rome. Tại Giải quần vợt Pháp Mở rộng, anh thắng Djokovic ở vòng bán kết, trước khi đánh bại David Ferrer để giành danh hiệu Pháp Mở rộng thứ 8 trong sự nghiệp. Tuy nhiên, tại giải Wimbledon, anh thua ở vòng 1 trước Steve Darcis. Sau thất bại đó, Nadal trở lại mạnh mẽ với các chức vô địch tại Montreal, Cincinnati, và Giải quần vợt Mỹ Mở rộng (đánh bại Djokovic), qua đó hoàn thành Summer Slam và vô địch mọi giải đấu trong US Open Series mà anh tham dự. Chức vô địch giải đấu cũng giúp anh giành được $3.6 triệu tiền thưởng. Vài ngày sau trận chung kết Mỹ Mở rộng, anh giúp đội tuyển Davis Cup Tây Ban Nha thắng trận play-off Nhóm Thế giới 2014, với một trận thắng đơn trước Sergiy Stakhovsky và một trận thắng đôi với Marc López.

## Tóm tắt năm

### Mùa giải sân đất nện Nam Mỹ
Sau 222 ngày bị chấn thương, Nadal đã trở lại với quần vợt vào ngày 5 tháng 2 tại giải Chile Open. Anh tham dự cả hai nội dung đơn và đôi và đều lọt vào trận chung kết của cả hai nội dung này. Ở nội dung đôi anh đánh cặp với tay vợt người Argentina Juan Mónaco.
Giải đấu tiếp theo của Nadal là giải Brasil Open. Anh lại tham dự cả hai nội dung đơn và đôi, ở đó anh đánh cặp với David Nalbandian, người cũng là đối thủ của anh trong trận chung kết nội dung đơn. Nadal vượt qua Nalbandian để giành danh hiệu đầu tiên trong năm 2013.
Hai tuần sau đó Nadal tham dự giải Mexico Open, nơi anh đánh bại David Ferrer trong trận chung kết để giành danh hiệu thứ hai liên tiếp. Sau Golden Swing, Nadal xác nhận anh tham dự giải đấu sân cứng BNP Paribas Open ở Indian Wells, Hoa Kỳ diễn ra từ ngày 4 tháng 3 đến ngày 18 tháng 3.

### Indian Wells
Ở Indian Wells, Nadal được miễn ở vòng 1. Ở vòng 2 anh đánh bại Ryan Harrison sau hai set. Nadal gặp Leonardo Mayer ở vòng tiếp theo, nhưng Mayer rút lui khỏi giải đấu do chấn thương. Đối thủ tiếp theo của Nadal là Ernests Gulbis, người đang có chuỗi 13 trận thắng liên tiếp trước khi bị Nadal đánh bại sau ba set kịch tính để vào vòng tứ kết, nơi anh đối đầu với kình địch Roger Federer. Nadal đã vượt qua Federer sau hai set, 6–4, 6–2. Ở vòng bán kết, anh đối đầu với tay vợt số 6 thế giới Tomáš Berdych và lại một lần nữa đánh bại đối thủ sau hai set, giúp anh có lần thứ 4 lọt vào trận chung kết giải đấu trong sự nghiệp. Đối thủ của anh là Juan Martín del Potro, người trước đó đã đánh bại tay vợt số 1 thế giới Novak Djokovic ở vòng bán kết. Nadal đánh bại del Potro sau ba set, qua đó giành danh hiệu ATP Masters 1000 thứ 22 và danh hiệu Indian Wells thứ 3 trong sự nghiệp. Nadal sau đó rút lui khỏi giải Sony Ericsson Open ở Miami để nghỉ ngơi và chuẩn bị cho mùa giải sân đất nện.

### Mùa giải sân đất nện châu Âu
Tại Monte-Carlo, Nadal đã lọt vào trận chung kết giải đấu thứ 9 liên tiếp nhưng để thua trước Djokovic sau hai set. Anh vô địch Barcelona sau khi vượt qua Nicolás Almagro sau hai set và sau đó vô địch tiếp Madrid để giành danh hiệu Masters 1000 thứ 23, trước khi kéo dài kỷ lục lên 24 danh hiệu với các chiến thắng trước ba tay vợt top 6 liên tiếp là Ferrer, Berdych, và Federer để vô địch Rome Masters 2013. Nadal tiếp tục lọt vào trận chung kết thứ 9 liên tiếp trong năm tại Giải quần vợt Pháp Mở rộng 2013 sau khi thắng nghẹt thở Djokovic sau năm set. Nadal thắng set đầu và giành được điểm break trước ở set hai, nhưng Djokovic sau đó thắng bốn game liên tiếp để thắng set này. Nadal kết thúc sat ba một cách chóng vánh với tỷ số 6–1 và hai lần giành được điểm break ở set bốn để vươn lên dẫn 4–3, rồi 6–5, nhưng Djokovic đã đòi lại điểm break thành công và đưa set đấu bước vào loạt tiebreak. Tại đây, Nadal đã thi đấu không tốt vào để thua cách biệt 7–3 trong loạt tiebreak. Ở set năm, Nadal đã tự đưa mình vào thế khó khi mất điểm break trong game đầu và để Djokovic dẫn 4–2 trước khi Nadal đòi lại break thành công để san bằng điểm số 4–4. Sau đó, Nadal vẫn duy trì được thế trận để vượt lên dẫn 8–7, trước khi tận dụng sai lầm của Djokovic để giành điểm break quyết định, kết thúc set đấu với tỷ số 9–7. Trận đấu này làm gợi nhớ đến cuộc chạm trán năm 2012 của hai tay vợt tại trận chung kết Giải quần vợt Úc Mở rộng. Lần này, thời gian trận đấu là 4 tiếng 37 phút. Trong trận chung kết, Nadal đánh bại Ferrer sau ba set, qua đó giành chức vô địch Pháp Mở rộng thứ 8 trong sự nghiệp.
Trong mùa giải sân đất nện châu Âu, Nadal đã giành được tổng cộng 5,100 điểm, khiến đây trở thành năm thành công nhất trong sự nghiệp của anh.

### Mùa giải sân cỏ
Nadal rút lui khỏi Halle và tham dự Wimbledon. Anh bước vào giải đấu khi đang có chuỗi 22 trận thắng liên tiếp. Tuy nhiên, anh thua ở vòng 1 trước tay vợt người Bỉ Steve Darcis sau ba set. Đây là lần đầu tiên trong sự nghiệp anh để thua ngay ở vòng đầu tại một giải Grand Slam.

### Mùa giải sân cứng Bắc Mỹ
Nadal đã nghỉ ngơi khoảng 1 tháng sau Wimbledon. Anh lấy lại phong độ của mình ở Montreal, đánh bại Jerzy Janowicz ở vòng 1. Anh sau đó thể hiện một màn trình diễn xuất sắc để đánh bại tay vợt số 1 thế giới Djokovic trên sân cứng ở vòng bán kết sau ba set. Trong trận chung kết, anh đánh bại Milos Raonic sau hai set để giành danh hiệu Montreal thứ 3 và danh hiệu Masters thứ 25. Nadal tiếp tục giành danh hiệu ATP Masters 1000 thứ 26 ở Cincinnati Masters, đánh bại Benjamin Becker ở vòng 2, Dimitrov ở vòng 3, Federer ở vòng tứ kết, Tomas Berdych ở vòng bán kết, và John Isner trong trận chung kết. Nadal tham dự giải Grand Slam cuối cùng trong năm, nơi mà anh đã không thể tham dự vào năm ngoái do chấn thương. Sau khi vượt qua ba vòng đấu đầu tiên, anh đánh bại Philipp Kohlschreiber sau 4 set ở vòng 4, và sau đó không gặp nhiều khó khăn để lọt vào trận chung kết. Trong trận chung kết, Nadal một lần nữa đối đầu với Djokovic. Đây là lần chạm trán thứ 6 của hai tay vợt trong trận chung kết Grand Slam. Rafa thắng set đầu, Novak thắng lại set hai. Nhưng Rafa sau đó thắng liền cả hai set tiếp theo để lên ngôi vô địch. Đây là danh hiệu Mỹ Mở rộng thứ 2 và danh hiệu Grand Slam thứ 13 của Rafael Nadal, giúp anh đứng thứ ba về số danh hiệu Grand Slam giành được sau Federer (17) và Sampras (14). Anh trở thành tay vợt thứ 3 sau Patrick Rafter và Andy Roddick giành được Summer Slam (vô địch Canada, Cincinnati, và Mỹ Mở rộng trong cùng một năm).

### Mùa giải sân cứng mùa thu châu Á & sân cứng trong nhà
Tại Giải quần vợt Trung Quốc Mở rộng, Nadal trở lại vị trí số 1 thế giới sau khi vào trận chung kết. Trước đó, anh đã phải lội ngược dòng trước Fabio Fognini ở vòng tứ kết, nơi anh để thua ở set đầu và bị dẫn 4–1 ở set hai trước khi thắng liền một mạch năm game để kết thúc set đấu với tỷ số 6–4 rồi dễ dàng thắng 6–1 ở set ba. Trong trận chung kết, anh thua trước Djokovic sau hai set. Nadal sau đó thua ở vòng bán kết trước del Potro tại giải Thượng Hải Masters. Giải đấu cuối cùng của Nadal trong năm trước World Tour Finals là Paris Masters. Ở Paris, Nadal vào vòng bán kết, nơi anh bị tay vợt đồng hương David Ferrer đánh bại lần đầu tiên trong 10 lần chạm trán gần nhất giữa hai tay vợt. Tại Barclays ATP World Tour Finals, Nadal toàn thắng (3–0) ở vòng bảng. Sau khi giành chiến thắng 2 trận vòng bảng đầu tiên, anh đã chắc chắn kết thúc với vị trí số 1 thế giới trên bảng xếp hạng ATP. Ở vòng bán kết, Nadal đối đầu với kình địch Roger Federer. Anh đánh bại tay vợt người Thụy Sĩ sau hai set, qua đó có chiến thắng trên sân trong nhà đầu tiên trước Federer tại ATP World Tour Finals. Trong trận chung kết, anh thua trước Novak Djokovic sau hai set.

## Tất cả các trận đấu
| VĐ | CK | BK | TK | V# | RR | Q# | A |  | Z# | PO | G | F-S | SF-B | NMS | NH |

### Đơn
| Giải đấu | Trận     | Vòng | Đối thủ               | Xếp hạng | Kết quả    | Tỷ số                        |      |
| Chile Open Viña del Mar, Chile ATP World Tour 250 Đất nện, ngoài trời 4–10 tháng 2 năm 2013                                          | –        | V1   | Miễn                  | Miễn     | Miễn       | Miễn                         | Miễn |
| Chile Open Viña del Mar, Chile ATP World Tour 250 Đất nện, ngoài trời 4–10 tháng 2 năm 2013                                          | 1 / 706  | V2   | Federico Delbonis     | 122      | Thắng      | 6–3, 6–2                     |      |
| Chile Open Viña del Mar, Chile ATP World Tour 250 Đất nện, ngoài trời 4–10 tháng 2 năm 2013                                          | 2 / 707  | TK   | Daniel Gimeno-Traver  | 60       | Thắng      | 6–1, 6–4                     |      |
| Chile Open Viña del Mar, Chile ATP World Tour 250 Đất nện, ngoài trời 4–10 tháng 2 năm 2013                                          | 3 / 708  | BK   | Jérémy Chardy         | 25       | Thắng      | 6–2, 6–2                     |      |
| Chile Open Viña del Mar, Chile ATP World Tour 250 Đất nện, ngoài trời 4–10 tháng 2 năm 2013                                          | 4 / 709  | CK   | Horacio Zeballos      | 73       | Thua (1)   | 7–6(7–2), 6–7(6–8), 4–6      |      |
| Brasil Open São Paulo, Brazil ATP World Tour 250 Đất nện, trong nhà 11–17 tháng 2 năm 2013                                           | –        | V1   | Miễn                  | Miễn     | Miễn       | Miễn                         | Miễn |
| Brasil Open São Paulo, Brazil ATP World Tour 250 Đất nện, trong nhà 11–17 tháng 2 năm 2013                                           | 5 / 710  | V2   | João Souza            | 140      | Thắng      | 6–3, 6–4                     |      |
| Brasil Open São Paulo, Brazil ATP World Tour 250 Đất nện, trong nhà 11–17 tháng 2 năm 2013                                           | 6 / 711  | TK   | Carlos Berlocq        | 78       | Thắng      | 3–6, 6–4, 6–4                |      |
| Brasil Open São Paulo, Brazil ATP World Tour 250 Đất nện, trong nhà 11–17 tháng 2 năm 2013                                           | 7 / 712  | BK   | Martín Alund          | 111      | Thắng      | 6–3, 6–7(2–7), 6–1           |      |
| Brasil Open São Paulo, Brazil ATP World Tour 250 Đất nện, trong nhà 11–17 tháng 2 năm 2013                                           | 8 / 713  | VĐ   | David Nalbandian      | 93       | Thắng (1)  | 6–2, 6–3                     |      |
| Abierto Mexicano Telcel Acapulco, Mexico ATP World Tour 500 Đất nện, ngoài trời 25 tháng 2 – 2 tháng 3 năm 2013                      | 9 / 714  | V1   | Diego Schwartzman     | 157      | Thắng      | 6–2, 6–2                     |      |
| Abierto Mexicano Telcel Acapulco, Mexico ATP World Tour 500 Đất nện, ngoài trời 25 tháng 2 – 2 tháng 3 năm 2013                      | 10 / 715 | V2   | Martín Alund          | 91       | Thắng      | 6–0, 6–4                     |      |
| Abierto Mexicano Telcel Acapulco, Mexico ATP World Tour 500 Đất nện, ngoài trời 25 tháng 2 – 2 tháng 3 năm 2013                      | 11 / 716 | TK   | Leonardo Mayer        | 77       | Thắng      | 6–1, 7–5                     |      |
| Abierto Mexicano Telcel Acapulco, Mexico ATP World Tour 500 Đất nện, ngoài trời 25 tháng 2 – 2 tháng 3 năm 2013                      | 12 / 717 | BK   | Nicolás Almagro       | 12       | Thắng      | 7–5, 6–4                     |      |
| Abierto Mexicano Telcel Acapulco, Mexico ATP World Tour 500 Đất nện, ngoài trời 25 tháng 2 – 2 tháng 3 năm 2013                      | 13 / 718 | VĐ   | David Ferrer          | 4        | Thắng (2)  | 6–0, 6–2                     |      |
| BNP Paribas Open Indian Wells, Hoa Kỳ ATP World Tour Masters 1000 Cứng, ngoài trời 7–17 tháng 3 năm 2013                             | –        | V1   | Miễn                  | Miễn     | Miễn       | Miễn                         | Miễn |
| BNP Paribas Open Indian Wells, Hoa Kỳ ATP World Tour Masters 1000 Cứng, ngoài trời 7–17 tháng 3 năm 2013                             | 14 / 719 | V2   | Ryan Harrison         | 73       | Thắng      | 7–6(7–3), 6–2                |      |
| BNP Paribas Open Indian Wells, Hoa Kỳ ATP World Tour Masters 1000 Cứng, ngoài trời 7–17 tháng 3 năm 2013                             | –        | V3   | Leonardo Mayer        | 64       | W/O        | N/A                          |      |
| BNP Paribas Open Indian Wells, Hoa Kỳ ATP World Tour Masters 1000 Cứng, ngoài trời 7–17 tháng 3 năm 2013                             | 15 / 720 | V4   | Ernests Gulbis        | 67       | Thắng      | 4–6, 6–4, 7–5                |      |
| BNP Paribas Open Indian Wells, Hoa Kỳ ATP World Tour Masters 1000 Cứng, ngoài trời 7–17 tháng 3 năm 2013                             | 16 / 721 | TK   | Roger Federer         | 2        | Thắng      | 6–4, 6–2                     |      |
| BNP Paribas Open Indian Wells, Hoa Kỳ ATP World Tour Masters 1000 Cứng, ngoài trời 7–17 tháng 3 năm 2013                             | 17 / 722 | BK   | Tomáš Berdych         | 6        | Thắng      | 6–4, 7–5                     |      |
| BNP Paribas Open Indian Wells, Hoa Kỳ ATP World Tour Masters 1000 Cứng, ngoài trời 7–17 tháng 3 năm 2013                             | 18 / 723 | VĐ   | Juan Martín del Potro | 7        | Thắng (3)  | 4–6, 6–3, 6–4                |      |
| Monte-Carlo Rolex Masters Monte Carlo, Monaco ATP World Tour Masters 1000 Đất nện, ngoài trời 14–21 tháng 4 năm 2013                 | –        | V1   | Miễn                  | Miễn     | Miễn       | Miễn                         | Miễn |
| Monte-Carlo Rolex Masters Monte Carlo, Monaco ATP World Tour Masters 1000 Đất nện, ngoài trời 14–21 tháng 4 năm 2013                 | 19 / 724 | V2   | Marinko Matosevic     | 54       | Thắng      | 6–1, 6–2                     |      |
| Monte-Carlo Rolex Masters Monte Carlo, Monaco ATP World Tour Masters 1000 Đất nện, ngoài trời 14–21 tháng 4 năm 2013                 | 20 / 725 | V3   | Philipp Kohlschreiber | 21       | Thắng      | 6–2, 6–4                     |      |
| Monte-Carlo Rolex Masters Monte Carlo, Monaco ATP World Tour Masters 1000 Đất nện, ngoài trời 14–21 tháng 4 năm 2013                 | 21 / 726 | TK   | Grigor Dimitrov       | 34       | Thắng      | 6–2, 2–6, 6–4                |      |
| Monte-Carlo Rolex Masters Monte Carlo, Monaco ATP World Tour Masters 1000 Đất nện, ngoài trời 14–21 tháng 4 năm 2013                 | 22 / 727 | BK   | Jo-Wilfried Tsonga    | 8        | Thắng      | 6–3, 7–6(7–3)                |      |
| Monte-Carlo Rolex Masters Monte Carlo, Monaco ATP World Tour Masters 1000 Đất nện, ngoài trời 14–21 tháng 4 năm 2013                 | 23 / 728 | CK   | Novak Djokovic        | 1        | Thua (2)   | 2–6, 6–7(1–7)                |      |
| Barcelona Open Banco Sabadell Barcelona, Tây Ban Nha ATP World Tour 500 Đất nện, ngoài trời 22–28 tháng 4 năm 2013                   | –        | V1   | Miễn                  | Miễn     | Miễn       | Miễn                         | Miễn |
| Barcelona Open Banco Sabadell Barcelona, Tây Ban Nha ATP World Tour 500 Đất nện, ngoài trời 22–28 tháng 4 năm 2013                   | 24 / 729 | V2   | Carlos Berlocq        | 63       | Thắng      | 6–4, 6–2                     |      |
| Barcelona Open Banco Sabadell Barcelona, Tây Ban Nha ATP World Tour 500 Đất nện, ngoài trời 22–28 tháng 4 năm 2013                   | 25 / 730 | V3   | Benoît Paire          | 33       | Thắng      | 7–6(7–2), 6–2                |      |
| Barcelona Open Banco Sabadell Barcelona, Tây Ban Nha ATP World Tour 500 Đất nện, ngoài trời 22–28 tháng 4 năm 2013                   | 26 / 731 | TK   | Albert Ramos          | 64       | Thắng      | 6–3, 6–0                     |      |
| Barcelona Open Banco Sabadell Barcelona, Tây Ban Nha ATP World Tour 500 Đất nện, ngoài trời 22–28 tháng 4 năm 2013                   | 27 / 732 | BK   | Milos Raonic          | 13       | Thắng      | 6–4, 6–0                     |      |
| Barcelona Open Banco Sabadell Barcelona, Tây Ban Nha ATP World Tour 500 Đất nện, ngoài trời 22–28 tháng 4 năm 2013                   | 28 / 733 | VĐ   | Nicolás Almagro       | 12       | Thắng (4)  | 6–4, 6–3                     |      |
| Mutua Madrid Open Madrid, Tây Ban Nha ATP World Tour Masters 1000 Đất nện, ngoài trời 5–12 tháng 5 năm 2013                          | –        | V1   | Miễn                  | Miễn     | Miễn       | Miễn                         | Miễn |
| Mutua Madrid Open Madrid, Tây Ban Nha ATP World Tour Masters 1000 Đất nện, ngoài trời 5–12 tháng 5 năm 2013                          | 29 / 734 | V2   | Benoît Paire          | 37       | Thắng      | 6–3, 6–4                     |      |
| Mutua Madrid Open Madrid, Tây Ban Nha ATP World Tour Masters 1000 Đất nện, ngoài trời 5–12 tháng 5 năm 2013                          | 30 / 735 | V3   | Mikhail Youzhny       | 31       | Thắng      | 6–2, 6–3                     |      |
| Mutua Madrid Open Madrid, Tây Ban Nha ATP World Tour Masters 1000 Đất nện, ngoài trời 5–12 tháng 5 năm 2013                          | 31 / 736 | TK   | David Ferrer          | 4        | Thắng      | 4–6, 7–6(7–3), 6–0           |      |
| Mutua Madrid Open Madrid, Tây Ban Nha ATP World Tour Masters 1000 Đất nện, ngoài trời 5–12 tháng 5 năm 2013                          | 32 / 737 | BK   | Pablo Andújar         | 113      | Thắng      | 6–0, 6–4                     |      |
| Mutua Madrid Open Madrid, Tây Ban Nha ATP World Tour Masters 1000 Đất nện, ngoài trời 5–12 tháng 5 năm 2013                          | 33 / 738 | VĐ   | Stanislas Wawrinka    | 15       | Thắng (5)  | 6–2, 6–4                     |      |
| Internazionali BNL d'Italia Rome, Ý ATP World Tour Masters 1000 Đất nện, ngoài trời 12–19 tháng 5 năm 2013                           | –        | V1   | Miễn                  | Miễn     | Miễn       | Miễn                         | Miễn |
| Internazionali BNL d'Italia Rome, Ý ATP World Tour Masters 1000 Đất nện, ngoài trời 12–19 tháng 5 năm 2013                           | 34 / 739 | V2   | Fabio Fognini         | 25       | Thắng      | 6–1, 6–3                     |      |
| Internazionali BNL d'Italia Rome, Ý ATP World Tour Masters 1000 Đất nện, ngoài trời 12–19 tháng 5 năm 2013                           | 35 / 740 | V3   | Ernests Gulbis        | 46       | Thắng      | 1–6, 7–5, 6–4                |      |
| Internazionali BNL d'Italia Rome, Ý ATP World Tour Masters 1000 Đất nện, ngoài trời 12–19 tháng 5 năm 2013                           | 36 / 741 | TK   | David Ferrer          | 4        | Thắng      | 6–4, 4–6, 6–2                |      |
| Internazionali BNL d'Italia Rome, Ý ATP World Tour Masters 1000 Đất nện, ngoài trời 12–19 tháng 5 năm 2013                           | 37 / 742 | BK   | Tomáš Berdych         | 6        | Thắng      | 6–2, 6–4                     |      |
| Internazionali BNL d'Italia Rome, Ý ATP World Tour Masters 1000 Đất nện, ngoài trời 12–19 tháng 5 năm 2013                           | 38 / 743 | VĐ   | Roger Federer         | 3        | Thắng (6)  | 6–1, 6–3                     |      |
| Giải quần vợt Pháp Mở rộng Paris, Pháp Grand Slam Đất nện, ngoài trời 26 tháng 5 – 9 tháng 6 năm 2013                                | 39 / 744 | V1   | Daniel Brands         | 59       | Thắng      | 4–6, 7–6(7–4), 6–4, 6–3      |      |
| Giải quần vợt Pháp Mở rộng Paris, Pháp Grand Slam Đất nện, ngoài trời 26 tháng 5 – 9 tháng 6 năm 2013                                | 40 / 745 | V2   | Martin Kližan         | 35       | Thắng      | 4–6, 6–3, 6–3, 6–3           |      |
| Giải quần vợt Pháp Mở rộng Paris, Pháp Grand Slam Đất nện, ngoài trời 26 tháng 5 – 9 tháng 6 năm 2013                                | 41 / 746 | V3   | Fabio Fognini         | 29       | Thắng      | 7–6(7–5), 6–4, 6–4           |      |
| Giải quần vợt Pháp Mở rộng Paris, Pháp Grand Slam Đất nện, ngoài trời 26 tháng 5 – 9 tháng 6 năm 2013                                | 42 / 747 | V4   | Kei Nishikori         | 15       | Thắng      | 6–4, 6–1, 6–3                |      |
| Giải quần vợt Pháp Mở rộng Paris, Pháp Grand Slam Đất nện, ngoài trời 26 tháng 5 – 9 tháng 6 năm 2013                                | 43 / 748 | TK   | Stanislas Wawrinka    | 10       | Thắng      | 6–2, 6–3, 6–1                |      |
| Giải quần vợt Pháp Mở rộng Paris, Pháp Grand Slam Đất nện, ngoài trời 26 tháng 5 – 9 tháng 6 năm 2013                                | 44 / 749 | BK   | Novak Djokovic        | 1        | Thắng      | 6–4, 3–6, 6–1, 6–7(3–7), 9–7 |      |
| Giải quần vợt Pháp Mở rộng Paris, Pháp Grand Slam Đất nện, ngoài trời 26 tháng 5 – 9 tháng 6 năm 2013                                | 45 / 750 | VĐ   | David Ferrer          | 5        | Thắng (7)  | 6–3, 6–2, 6–3                |      |
| Giải quần vợt Wimbledon Luân Đôn, Vương quốc Liên hiệp Anh và Bắc Ireland Grand Slam Cỏ, ngoài trời 24 tháng 6 – 7 tháng 7 năm 2013  | 46 / 751 | V1   | Steve Darcis          | 135      | Thua       | 6–7(4–7), 6–7(8–10), 4–6     |      |
| Rogers Cup Montreal, Canada ATP World Tour Masters 1000 Cứng, ngoài trời 5–11 tháng 8 năm 2013                                       | –        | V1   | Miễn                  | Miễn     | Miễn       | Miễn                         | Miễn |
| Rogers Cup Montreal, Canada ATP World Tour Masters 1000 Cứng, ngoài trời 5–11 tháng 8 năm 2013                                       | 47 / 752 | V2   | Jesse Levine          | 132      | Thắng      | 6–2, 6–0                     |      |
| Rogers Cup Montreal, Canada ATP World Tour Masters 1000 Cứng, ngoài trời 5–11 tháng 8 năm 2013                                       | 48 / 753 | V3   | Jerzy Janowicz        | 18       | Thắng      | 7–6(8–6), 6–4                |      |
| Rogers Cup Montreal, Canada ATP World Tour Masters 1000 Cứng, ngoài trời 5–11 tháng 8 năm 2013                                       | 49 / 754 | TK   | Marinko Matosevic     | 74       | Thắng      | 6–2, 6–4                     |      |
| Rogers Cup Montreal, Canada ATP World Tour Masters 1000 Cứng, ngoài trời 5–11 tháng 8 năm 2013                                       | 50 / 755 | BK   | Novak Djokovic        | 1        | Thắng      | 6–4, 3–6, 7–6(7–2)           |      |
| Rogers Cup Montreal, Canada ATP World Tour Masters 1000 Cứng, ngoài trời 5–11 tháng 8 năm 2013                                       | 51 / 756 | VĐ   | Milos Raonic          | 13       | Thắng (8)  | 6–2, 6–2                     |      |
| Western & Southern Open Cincinnati, Hoa Kỳ ATP World Tour Masters 1000 Cứng, ngoài trời 11–18 tháng 8 năm 2013                       | –        | V1   | Miễn                  | Miễn     | Miễn       | Miễn                         | Miễn |
| Western & Southern Open Cincinnati, Hoa Kỳ ATP World Tour Masters 1000 Cứng, ngoài trời 11–18 tháng 8 năm 2013                       | 52 / 757 | V2   | Benjamin Becker       | 100      | Thắng      | 6–2, 6–2                     |      |
| Western & Southern Open Cincinnati, Hoa Kỳ ATP World Tour Masters 1000 Cứng, ngoài trời 11–18 tháng 8 năm 2013                       | 53 / 758 | V3   | Grigor Dimitrov       | 29       | Thắng      | 6–2, 5–7, 6–2                |      |
| Western & Southern Open Cincinnati, Hoa Kỳ ATP World Tour Masters 1000 Cứng, ngoài trời 11–18 tháng 8 năm 2013                       | 54 / 759 | TK   | Roger Federer         | 5        | Thắng      | 5–7, 6–4, 6–3                |      |
| Western & Southern Open Cincinnati, Hoa Kỳ ATP World Tour Masters 1000 Cứng, ngoài trời 11–18 tháng 8 năm 2013                       | 55 / 760 | BK   | Tomas Berdych         | 6        | Thắng      | 7–5, 7–6(7–4)                |      |
| Western & Southern Open Cincinnati, Hoa Kỳ ATP World Tour Masters 1000 Cứng, ngoài trời 11–18 tháng 8 năm 2013                       | 56 / 761 | VĐ   | John Isner            | 22       | Thắng (9)  | 7–6(10–8), 7–6(7–3)          |      |
| Giải quần vợt Mỹ Mở rộng Thành phố New York, Hoa Kỳ Grand Slam Cứng, ngoài trời 26 tháng 8 – 9 tháng 9 năm 2013                      | 57 / 762 | V1   | Ryan Harrison         | 97       | Thắng      | 6–4, 6–2, 6–2                |      |
| Giải quần vợt Mỹ Mở rộng Thành phố New York, Hoa Kỳ Grand Slam Cứng, ngoài trời 26 tháng 8 – 9 tháng 9 năm 2013                      | 58 / 763 | V2   | Rogerio Dutra Silva   | 134      | Thắng      | 6–2, 6–1, 6–0                |      |
| Giải quần vợt Mỹ Mở rộng Thành phố New York, Hoa Kỳ Grand Slam Cứng, ngoài trời 26 tháng 8 – 9 tháng 9 năm 2013                      | 59 / 764 | V3   | Ivan Dodig            | 38       | Thắng      | 6–4, 6–3, 6–3                |      |
| Giải quần vợt Mỹ Mở rộng Thành phố New York, Hoa Kỳ Grand Slam Cứng, ngoài trời 26 tháng 8 – 9 tháng 9 năm 2013                      | 60 / 765 | V4   | Philipp Kohlschreiber | 25       | Thắng      | 6–7(4–7), 6–4, 6–3, 6–1      |      |
| Giải quần vợt Mỹ Mở rộng Thành phố New York, Hoa Kỳ Grand Slam Cứng, ngoài trời 26 tháng 8 – 9 tháng 9 năm 2013                      | 61 / 766 | TK   | Tommy Robredo         | 22       | Thắng      | 6–0, 6–2, 6–2                |      |
| Giải quần vợt Mỹ Mở rộng Thành phố New York, Hoa Kỳ Grand Slam Cứng, ngoài trời 26 tháng 8 – 9 tháng 9 năm 2013                      | 62 / 767 | BK   | Richard Gasquet       | 9        | Thắng      | 6–4, 7–6(7–1), 6–2           |      |
| Giải quần vợt Mỹ Mở rộng Thành phố New York, Hoa Kỳ Grand Slam Cứng, ngoài trời 26 tháng 8 – 9 tháng 9 năm 2013                      | 63 / 768 | VĐ   | Novak Djokovic        | 1        | Thắng (10) | 6–2, 3–6, 6–4, 6–1           |      |
| Davis Cup Play-off Nhóm Thế giới: Tây Ban Nha vs. Ukraina Madrid, Tây Ban Nha Davis Cup Đất nện, ngoài trời 13–15 tháng 9 năm 2013   | 64 / 769 | PO   | Sergiy Stakhovsky     | 92       | Thắng      | 6–0, 6–0, 6–4                |      |
| China Open Bắc Kinh, Trung Quốc ATP World Tour 500 Cứng, ngoài trời 30 tháng 9 – 6 tháng 10 năm 2013                                 | 65 / 770 | V1   | Santiago Giraldo      | 87       | Thắng      | 6–2, 6–4                     |      |
| China Open Bắc Kinh, Trung Quốc ATP World Tour 500 Cứng, ngoài trời 30 tháng 9 – 6 tháng 10 năm 2013                                 | 66 / 771 | V2   | Philipp Kohlschreiber | 25       | Thắng      | 6–4, 7–6(7–3)                |      |
| China Open Bắc Kinh, Trung Quốc ATP World Tour 500 Cứng, ngoài trời 30 tháng 9 – 6 tháng 10 năm 2013                                 | 67 / 772 | TK   | Fabio Fognini         | 19       | Thắng      | 2–6, 6–4, 6–1                |      |
| China Open Bắc Kinh, Trung Quốc ATP World Tour 500 Cứng, ngoài trời 30 tháng 9 – 6 tháng 10 năm 2013                                 | 68 / 773 | BK   | Tomas Berdych         | 5        | Thắng      | 4–2 ret.                     |      |
| China Open Bắc Kinh, Trung Quốc ATP World Tour 500 Cứng, ngoài trời 30 tháng 9 – 6 tháng 10 năm 2013                                 | 69 / 774 | CK   | Novak Djokovic        | 1        | Thua (3)   | 3–6, 4–6                     |      |
| Shanghai Rolex Masters Thượng Hải, Trung Quốc ATP World Tour Masters 1000 Cứng, ngoài trời 6–13 tháng 10 năm 2013                    | –        | V1   | Miễn                  | Miễn     | Miễn       | Miễn                         | Miễn |
| Shanghai Rolex Masters Thượng Hải, Trung Quốc ATP World Tour Masters 1000 Cứng, ngoài trời 6–13 tháng 10 năm 2013                    | 70 / 775 | V2   | Alexandr Dolgopolov   | 34       | Thắng      | 6–3, 6–2                     |      |
| Shanghai Rolex Masters Thượng Hải, Trung Quốc ATP World Tour Masters 1000 Cứng, ngoài trời 6–13 tháng 10 năm 2013                    | 71 / 776 | V3   | Carlos Berlocq        | 44       | Thắng      | 6–1, 7–6(7–5)                |      |
| Shanghai Rolex Masters Thượng Hải, Trung Quốc ATP World Tour Masters 1000 Cứng, ngoài trời 6–13 tháng 10 năm 2013                    | 72 / 777 | TK   | Stanislas Wawrinka    | 8        | Thắng      | 7–6(12–10), 6–1              |      |
| Shanghai Rolex Masters Thượng Hải, Trung Quốc ATP World Tour Masters 1000 Cứng, ngoài trời 6–13 tháng 10 năm 2013                    | 73 / 778 | BK   | Juan Martín del Potro | 5        | Thua       | 2–6, 4–6                     |      |
| BNP Paribas Masters Paris, Pháp ATP World Tour Masters 1000 Cứng, trong nhà 28 tháng 10 – 3 tháng 11 năm 2013                        | –        | V1   | Miễn                  | Miễn     | Miễn       | Miễn                         | Miễn |
| BNP Paribas Masters Paris, Pháp ATP World Tour Masters 1000 Cứng, trong nhà 28 tháng 10 – 3 tháng 11 năm 2013                        | 74 / 779 | V2   | Marcel Granollers     | 39       | Thắng      | 7–5, 7–5                     |      |
| BNP Paribas Masters Paris, Pháp ATP World Tour Masters 1000 Cứng, trong nhà 28 tháng 10 – 3 tháng 11 năm 2013                        | 75 / 780 | V3   | Jerzy Janowicz        | 14       | Thắng      | 7–5, 6–4                     |      |
| BNP Paribas Masters Paris, Pháp ATP World Tour Masters 1000 Cứng, trong nhà 28 tháng 10 – 3 tháng 11 năm 2013                        | 76 / 781 | TK   | Richard Gasquet       | 10       | Thắng      | 6–4, 6–1                     |      |
| BNP Paribas Masters Paris, Pháp ATP World Tour Masters 1000 Cứng, trong nhà 28 tháng 10 – 3 tháng 11 năm 2013                        | 77 / 782 | BK   | David Ferrer          | 3        | Thua       | 3–6, 5–7                     |      |
| ATP World Tour Finals Luân Đôn, Vương quốc Liên hiệp Anh và Bắc Ireland ATP World Tour Finals Cứng, trong nhà 4–11 tháng 11 năm 2013 | 78 / 783 | VB   | David Ferrer          | 3        | Thắng      | 6–3, 6–2                     |      |
| ATP World Tour Finals Luân Đôn, Vương quốc Liên hiệp Anh và Bắc Ireland ATP World Tour Finals Cứng, trong nhà 4–11 tháng 11 năm 2013 | 79 / 784 | VB   | Stanislas Wawrinka    | 8        | Thắng      | 7–6(7–5), 7–6(8–6)           |      |
| ATP World Tour Finals Luân Đôn, Vương quốc Liên hiệp Anh và Bắc Ireland ATP World Tour Finals Cứng, trong nhà 4–11 tháng 11 năm 2013 | 80 / 785 | VB   | Tomas Berdych         | 6        | Thắng      | 6–4, 1–6, 6–3                |      |
| ATP World Tour Finals Luân Đôn, Vương quốc Liên hiệp Anh và Bắc Ireland ATP World Tour Finals Cứng, trong nhà 4–11 tháng 11 năm 2013 | 81 / 786 | BK   | Roger Federer         | 7        | Thắng      | 7–5, 6–3                     |      |
| ATP World Tour Finals Luân Đôn, Vương quốc Liên hiệp Anh và Bắc Ireland ATP World Tour Finals Cứng, trong nhà 4–11 tháng 11 năm 2013 | 82 / 787 | CK   | Novak Djokovic        | 2        | Thua (4)   | 3–6, 4–6                     |      |

### Đôi
| Giải đấu | Trận    | Vòng | Đối thủ                                | Xếp hạng | Kết quả  | Tỷ số                   |
| Chile Open Viña del Mar, Chile ATP World Tour 250 Đất nện, ngoài trời 4–11 tháng 2 năm 2013 Đồng đội: Juan Mónaco                                       | 1 / 158 | V1   | František Čermák Lukáš Dlouhý          | 35 57    | Thắng    | 6–3, 6–2                |
| Chile Open Viña del Mar, Chile ATP World Tour 250 Đất nện, ngoài trời 4–11 tháng 2 năm 2013 Đồng đội: Juan Mónaco                                       | 2 / 159 | TK   | Guillaume Rufin Filippo Volandri       | 899 170  | Thắng    | 6–2, 7–6 (7–4)          |
| Chile Open Viña del Mar, Chile ATP World Tour 250 Đất nện, ngoài trời 4–11 tháng 2 năm 2013 Đồng đội: Juan Mónaco                                       | 3 / 160 | BK   | Carlos Berlocq Leonardo Mayer          | 112 221  | Thắng    | 6–3, 6–4                |
| Chile Open Viña del Mar, Chile ATP World Tour 250 Đất nện, ngoài trời 4–11 tháng 2 năm 2013 Đồng đội: Juan Mónaco                                       | 4 / 161 | CK   | Paolo Lorenzi Potito Starace           | 454 84   | Thua (1) | 2–6, 4–6                |
| Brasil Open São Paulo, Brazil ATP World Tour 250 Đất nện, trong nhà 11–17 tháng 2 năm 2013 Đồng đội: David Nalbandian                                   | 5 / 162 | V1   | Pablo Andújar Guillermo García-López   | 99 294   | Thắng    | 6–3, 3–6, [11–9]        |
| Brasil Open São Paulo, Brazil ATP World Tour 250 Đất nện, trong nhà 11–17 tháng 2 năm 2013 Đồng đội: David Nalbandian                                   | –       | TK   | Oliver Marach Horacio Zeballos         | 52 73    | Rút lui  | N/A                     |
| Rogers Cup Montreal, Canada ATP World Tour Masters 1000 Cứng, ngoài trời 5–11 tháng 8 năm 2013 Đồng đội: Pablo Andujar                                  | 6 / 163 | V1   | David Ferrer Feliciano López           | 349 146  | Thắng    | 6–7(2–7), 6–1, [12–10]  |
| Rogers Cup Montreal, Canada ATP World Tour Masters 1000 Cứng, ngoài trời 5–11 tháng 8 năm 2013 Đồng đội: Pablo Andujar                                  | –       | V2   | Aisam-ul-Haq Qureshi Jean-Julien Rojer | 13 14    | Rút lui  | N/A                     |
| Davis Cup Play-off Nhóm Thế giới: Tây Ban Nha vs. Ukraina Madrid, Tây Ban Nha Davis Cup Đất nện, ngoài trời 13–15 tháng 9 năm 2013 Đồng đội: Marc López | 7 / 164 | PO   | Denys Molchanov Sergiy Stakhovsky      | 205 163  | Thắng    | 6–2, 6–7(6–8), 6–3, 6–4 |

## Lịch thi đấu

### Đơn
Dưới đây là lịch thi đấu đơn năm 2013 của Nadal:
| Ngày                  | Giải đấu                       | Địa điểm                                | Thể loại                    | Mặt sân1     | Kết quả 2012 | Kết quả 2013 | Điểm trước | Điểm mới2     |
| --------------------- | ------------------------------ | --------------------------------------- | --------------------------- | ------------ | ------------ | ------------ | ---------- | ------------- |
| 14.01.2013–27.01.2013 | Giải quần vợt Úc Mở rộng       | Úc                                      | Grand Slam                  | Cứng         | CK           | Rút lui      | 1200       | 0             |
| 04.02.2013–10.02.2013 | VTR Open                       | Chile                                   | ATP World Tour 250          | Đất nện      | –            | CK           | 0          | 3 (150)       |
| 11.02.2013–17.02.2013 | Brasil Open                    | Brazil                                  | ATP World Tour 250          | Đất nện (tn) | –            | VĐ           | 0          | 250           |
| 25.02.2013–02.03.2013 | Abierto Mexicano Telcel        | Mexico                                  | ATP World Tour 500          | Đất nện      | –            | VĐ           | 0          | 500           |
| 04.03.2013–18.03.2013 | BNP Paribas Open               | Hoa Kỳ                                  | ATP World Tour Masters 1000 | Cứng         | BK           | VĐ           | 360        | 1000          |
| 18.03.2013–31.03.2013 | Sony Open Tennis               | Hoa Kỳ                                  | ATP World Tour Masters 1000 | Cứng         | BK           | Rút lui      | 360        | 0             |
| 13.04.2013–21.04.2013 | Monte-Carlo Rolex Masters      | Pháp                                    | ATP World Tour Masters 1000 | Đất nện      | VĐ           | CK           | 1000       | 600           |
| 20.04.2013–28.04.2013 | Barcelona Open BancSabadell    | Tây Ban Nha                             | ATP World Tour 500          | Đất nện      | VĐ           | VĐ           | 500        | 500           |
| 03.05.2013–12.05.2013 | Mutua Madrileña Madrid Open    | Tây Ban Nha                             | ATP World Tour Masters 1000 | Đất nện      | V16          | VĐ           | 90         | 1000          |
| 13.05.2013–20.05.2013 | Internazionali BNL d'Italia    | Ý                                       | ATP World Tour Masters 1000 | Đất nện      | VĐ           | VĐ           | 1000       | 1000          |
| 27.05.2013–09.06.2013 | Giải quần vợt Pháp Mở rộng     | Pháp                                    | Grand Slam                  | Đất nện      | VĐ           | VĐ           | 2000       | 2000          |
| 08.06.2013–16.06.2013 | Gerry Weber Open               | Đức                                     | ATP World Tour 250          | Cỏ           | TK           | Rút lui      | 45         | 0             |
| 24.06.2013–07.07.2013 | Giải quần vợt Wimbledon        | Vương quốc Liên hiệp Anh và Bắc Ireland | Grand Slam                  | Cỏ           | V2           | V1           | 45         | 10            |
| 02.08.2013–11.08.2013 | Rogers Cup                     | Canada                                  | ATP World Tour Masters 1000 | Cứng         | KTD          | VĐ           | 0          | 1000          |
| 10.08.2013–18.08.2013 | Western & Southern Open        | Hoa Kỳ                                  | ATP World Tour Masters 1000 | Cứng         | KTD          | VĐ           | 0          | 1000          |
| 26.08.2013–09.09.2013 | Giải quần vợt Mỹ Mở rộng       | Hoa Kỳ                                  | Grand Slam                  | Cứng         | KTD          | VĐ           | 0          | 2000          |
| 30.09.2013–06.10.2013 | China Open                     | Trung Quốc                              | ATP World Tour 500          | Cứng         | KTD          | CK           | 0          | 300           |
| 06.10.2013–13.10.2013 | Thượng Hải Masters             | Trung Quốc                              | ATP World Tour Masters 1000 | Cứng         | KTD          | BK           | 0          | 360           |
| 21.10.2013–27.10.2013 | Swiss Indoors                  | Thụy Sĩ                                 | ATP World Tour 500          | Cứng (tn)    | –            | Rút lui      | 0          | 0             |
| 28.10.2013–03.11.2013 | BNP Paribas Masters            | Pháp                                    | ATP World Tour Masters 1000 | Cứng (tn)    | KTD          | BK           | 0          | 360           |
| 04.11.2013–11.11.2013 | Barclays ATP World Tour Finals | Vương quốc Liên hiệp Anh và Bắc Ireland | ATP World Tour Finals       | Cứng (tn)    | KTD          | CK           | 0          | 1000          |
| Tỏng số               |                                |                                         |                             |              |              |              | 6600       | 13030 (13030) |

1 Ký hiệu (tn) = trong nhà nghĩa là giải đấu được tổ chức trong nhà.
2 Số ATP trong ngoặc = các giải đấu không thể tính.
3 Kể từ khi Rafael Nadal rút lui khỏi giải Swiss Open vào cuối mùa giải, giải đấu này có thể được tính và số điểm đủ điều kiện để xếp hạng.

## Các thành tích trong năm

### Thành tích đối đầu
Sắp xếp theo số trận thắng
- Tomáš Berdych 5–0
- David Ferrer 5–1
- Roger Federer 4–0
- Stanislas Wawrinka 4–0
- Philipp Kohlschreiber 3–0
- Fabio Fognini 3–0
- Carlos Berlocq 3–0
- Novak Djokovic 3–3
- Richard Gasquet 2–0
- Nicolás Almagro 2–0
- Milos Raonic 2–0
- Jerzy Janowicz 2–0
- Grigor Dimitrov 2–0
- Ernests Gulbis 2–0
- Benoît Paire 2–0
- Marinko Matosevic 2–0
- Ryan Harrison 2–0
- Martín Alund 2–0
- David Nalbandian 1–0
- Juan Martín del Potro 1–1
- Jo-Wilfried Tsonga 1–0
- Tommy Robredo 1–0
- Mikhail Youzhny 1–0
- John Isner 1–0
- Kei Nishikori 1–0
- Alexandr Dolgopolov 1–0
- Marcel Granollers 1–0
- Jérémy Chardy 1–0
- Martin Kližan 1–0
- Ivan Dodig 1–0
- Santiago Giraldo 1–0
- Sergiy Stakhovsky 1–0
- Pablo Andújar 1–0
- Benjamin Becker 1–0
- Daniel Brands 1–0
- Albert Ramos 1–0
- Federico Delbonis 1–0
- Daniel Gimeno-Traver 1–0
- Leonardo Mayer 1–0
- João Souza 1–0
- Rogerio Dutra Silva 1–0
- Jesse Levine 1–0
- Diego Schwartzman 1–0
- Horacio Zeballos 0–1
- Steve Darcis 0–1

### Các trận chung kết

#### Đơn: 14 (10–4)
| Thể loại                          |
| --------------------------------- |
| Grand Slam (2–0)                  |
| ATP World Tour Finals (0–1)       |
| ATP World Tour Masters 1000 (5–1) |
| ATP World Tour 500 (2–1)          |
| ATP World Tour 250 (1–1)          |

| Danh hiệu theo mặt sân |
| ---------------------- |
| Cứng (4–2)             |
| Đất nện (6–2)          |
| Cỏ (0–0)               |

| Danh hiệu theo điều kiện |
| ------------------------ |
| Ngoài trời (9–3)         |
| Trung nhà (1–1)          |

| Kết quả | Số  | Ngày                 | Giải đấu                                                                 | Mặt sân             | Đối thủ               | Tỷ số                   |
| ------- | --- | -------------------- | ------------------------------------------------------------------------ | ------------------- | --------------------- | ----------------------- |
| Á quân  | 22. | 10 tháng 2 năm 2013  | Chile Open, Viña del Mar, Chile                                          | Đất nện             | Horacio Zeballos      | 7–6(7–2), 6–7(6–8), 4–6 |
| Vô địch | 51. | 17 tháng 2 năm 2013  | Brasil Open, São Paulo, Brazil (2)                                       | Đất nện (trong nhà) | David Nalbandian      | 6–2, 6–3                |
| Vô địch | 52. | 2 tháng 3 năm 2013   | Abierto Mexicano TELCEL, Acapulco, Mexico (2)                            | Đất nện             | David Ferrer          | 6–0, 6–2                |
| Vô địch | 53. | 17 tháng 3 năm 2013  | BNP Paribas Open, Indian Wells, Hoa Kỳ (3)                               | Cứng                | Juan Martín del Potro | 4–6, 6–3, 6–4           |
| Á quân  | 23. | 20 tháng 4 năm 2013  | Monte-Carlo Masters, Monte Carlo, Monaco                                 | Đất nện             | Novak Djokovic        | 2–6, 6–7(1–7)           |
| Vô địch | 54. | 28 tháng 4 năm 2013  | Barcelona Open, Barcelona, Tây Ban Nha (8)                               | Đất nện             | Nicolás Almagro       | 6–4, 6–3                |
| Vô địch | 55. | 12 tháng 5 năm 2013  | Mutua Madrid Open, Madrid, Tây Ban Nha (3)                               | Đất nện             | Stanislas Wawrinka    | 6–2, 6–4                |
| Vô địch | 56. | 19 tháng 5 năm 2013  | Internazionali BNL d'Italia, Rome, Ý (7)                                 | Đất nện             | Roger Federer         | 6–1, 6–3                |
| Vô địch | 57. | 9 tháng 6 năm 2013   | Pháp Mở rộng, Paris, Pháp (8)                                            | Đất nện             | David Ferrer          | 6–3, 6–2, 6–3           |
| Vô địch | 58. | 11 August 2013       | Rogers Cup, Montreal, Canada (3)                                         | Cứng                | Milos Raonic          | 6–2, 6–2                |
| Vô địch | 59. | 18 tháng 8 năm 2013  | Western & Southern Open, Cincinnati, Hoa Kỳ                              | Cứng                | John Isner            | 7–6(10–8), 7–6(7–3)     |
| Winner  | 60. | 9 tháng 9 năm 2013   | Mỹ Mở rộng, Thành phố New York, Hoa Kỳ (2)                               | Cứng                | Novak Djokovic        | 6–2, 3–6, 6–4, 6–1      |
| Á quân  | 24. | 6 tháng 10 năm 2013  | China Open, Bắc Kinh, Trung Quốc                                         | Cứng                | Novak Djokovic        | 3–6, 4–6                |
| Á quân  | 25. | 11 tháng 11 năm 2013 | ATP World Tour Finals, Luân Đôn, Vương quốc Liên hiệp Anh và Bắc Ireland | Cứng (trong nhà)    | Novak Djokovic        | 3–6, 4–6                |

### Giao hữu
Rafael Nadal tham dự BNP Paribas Showdown, nơi anh đối đầu với Juan Martín del Potro. Nadal thua sau hai set.
| Kết quả | Số | Ngày                 | Giải đấu                                         | Mặt sân | Đối thủ               | Tỷ số         |
| ------- | -- | -------------------- | ------------------------------------------------ | ------- | --------------------- | ------------- |
| Thua    | 1. | 4 tháng 3 năm 2013   | BNP Paribas Showdown, Manhattan, New York        | Cứng    | Juan Martín del Potro | 6–7(4–7), 4–6 |
| Thắng   | 1. | 17 tháng 11 năm 2013 | Nadal vs Ferrer, Lima, Peru                      | Đất nện | David Ferrer          | 7–5, 6–4      |
| Thua    | 2. | 20 tháng 11 năm 2013 | Massu's retirement, Santiago, Chile              | Cứng    | Novak Djokovic        | 6–7, 4–6      |
| Thua    | 3. | 21 tháng 11 năm 2013 | Nalbandian's retirement, Cordoba, Argentina      | Cứng    | David Nalbandian      | 4–6, 6–7      |
| Winner  | 2. | 23 tháng 11 năm 2013 | Nalbandian's retirement, Buenos Aires, Argentina | Cứng    | David Nalbandian      | 6–3, 6–4      |
| Winner  | 3. | 24 tháng 11 năm 2013 | Argentina exhibition, Buenos Aires, Argentina    | Cứng    | Novak Djokovic        | 6–4, 7–5      |

### Tiền thưởng
- In đậm biểu thị giải đấu vô địch

| 1.                                 | VTR Open                               | $39,000    | $39,000     |
| 2.                                 | Brasil Open                            | $82,300    | $121,300    |
| 3.                                 | Abierto Mexicano Telcel                | $291,800   | $413,100    |
| 4.                                 | BNP Paribas Open                       | $1,000,000 | $1,413,100  |
| 5.                                 | Monte-Carlo Rolex Masters              | €246,000   | $1,731,989  |
| 6.                                 | Barcelona Open Banco Sabadell          | €389,300   | $2,236,638  |
| 7.                                 | Mutua Madrid Open                      | €638,500   | $3,064,325  |
| 8.                                 | Internazionali BNL d'Italia            | €501,700   | $3,714,678  |
| 9.                                 | Giải quần vợt Pháp Mở rộng             | €1,500,000 | $5,659,128  |
| 10.                                | Giải quần vợt Wimbledon                | £23,500    | $5,695,517  |
| 11.                                | Rogers Cup                             | $547,300   | $6,242,817  |
| 12.                                | Western & Southern Open                | $583,800   | $6,826,617  |
| 13.                                | Giải quần vợt Mỹ Mở rộng               | $3,600,000 | $10,426,617 |
| 14.                                | China Open                             | $251,165   | $10,677,782 |
| 15.                                | Shanghai Rolex Masters                 | $180,075   | $10,857,857 |
| 16.                                | BNP Paribas Masters                    | $128,850   | $11,047,917 |
| 17.                                | ATP World Tour Finals                  | $1,013,000 | $12,060,917 |
| 18.                                | Tiền thưởng thêm cuối năm 2013 của ATP | $2,500,000 | $14,560,917 |
| Tính đến ngày 11 tháng 11 năm 2013 |                                        |            |             |